# Bristol Biplane Type T
El Bristol Biplane Type T, a veces llamado Challenger-Dickson Biplane, fue construido en 1911 por la británica British and Colonial Aeroplane Company y fue diseñado como avión de carreras fuera de circuito para Maurice Tabuteau.

## Diseño y desarrollo
El Type T no fue un desarrollo del Bristol Boxkite, pero sí utilizó parte de la experiencia adquirida con el mismo. Fue diseñado por George Challenger, con la ayuda del asesoramiento práctico del capitán Bertram Dickson, un destacado piloto de la época. Tenía la misma configuración "Farman" que el Boxkite, diferenciándose principalmente en tener una góndola cerrada para albergar al piloto. La estructura que soportaba el elevador frontal también difería sustancialmente: el elevador estaba montado más abajo, a nivel del ala inferior, y los patines del tren de aterrizaje continuaban hacia adelante y hacia arriba para formar parte del montaje del elevador. Los timones gemelos montados en la parte trasera estaban compensados, a diferencia de los del Boxkite.
El primer avión (No. 45 de Bristol) fue construido para competir en la carrera del Circuit de l'Europe de 1911, con Maurice Tabuteau como piloto, y estaba propulsado por un motor rotativo Gnome Gamma de 52 kW (70 hp). Tabuteau realizó una actuación meritoria y completó las nueve etapas de la carrera.
Se construyeron cuatro aviones más para la carrera aérea del Daily Mail Circuit of Britain. Estos se diferenciaban del diseño del No. 45 en que tenían una góndola modificada y timones colocados más exteriormente, lejos de la estela de la hélice.
- No. 51: iba a ser pilotado por Graham Gilmour en la carrera, pero no pudo competir porque su licencia había sido suspendida. Después de la carrera, el avión fue equipado con un Gnome de 50 hp y vendido a Gerald Napier, pero el 2 de agosto de 1911 se estrelló en Brooklands, muriendo Napier.[2]
- No. 52: tenía un Gnome de 70 hp y fue pilotado por Collyns Pizey.
- No. 53: tenía un Gnome de 70 hp y fue pilotado por Gordon England, que se retiró por problemas con el motor.
- No. 54: tenía un motor Renault de 60 hp y fue pilotado por Howard Pixton, que se estrelló durante la carrera y no terminó.

Maurice Tabuteau también participó en la carrera con el Type T No. 45 original, pero ninguno de los Type T terminó la carrera. Después del accidente del No. 51, ninguno de los Type T volvió a volar. Una máquina adicional, la No. 59, fue modificada por Gordon England como el Challenger-England Biplane. Un avión más, el No. 78, iba a ser equipado con un motor Gnome de 100 hp, pero nunca se completó.

### El Challenger-England Biplane
Bajo la dirección de Gordon England, un avión fue posteriormente convertido a una configuración tractora, propulsado por un motor V-8 E.N.V. Tipo F de 45 kW (60 hp) refrigerado por agua.

## Especificaciones
Referencia datos: Bristol Aircraft Since 1910

### Características generales
- Tripulación: Uno (piloto)
- Longitud: 7,5 m (24,5 ft)
- Envergadura: 10,7 m (35 ft)
- Superficie alar: 33 m² (355,2 ft²)
- Peso vacío: 363 kg (800,1 lb)
- Peso cargado: 454 kg (1000,6 lb)
- Planta motriz: 1× motor rotativo de 7 cilindros refrigerado por aire Gnome Gamma.
  - Potencia: 52 kW (72 HP; 71 CV)
- Hélices: Bipala de paso fijo propulsora

### Rendimiento
- Velocidad máxima operativa (Vno): 93 km/h (58 MPH; 50 kt)

## Aeronaves relacionadas

### Desarrollos relacionados
- Bristol Boxkite